# Szántó András (író)
Szántó András (Budapest, 1964. január 1. –) New Yorkban élő író, kutató és művészeti, kulturális, valamint média-tanácsadó.

## Életút
A Budapesti Közgazdaságtudományi Egyetem (ma Budapesti Corvinus Egyetem) hallgatója volt. A sztálini Magyarországon történt erőszakos kitelepítésekről készített egyetemi szakdolgozata alapján 1989-ben könyvet jelentettek meg. Egyetemi tanulmányait New Yorkban, a Columbia Egyetemen folytatta 1988-ban. Kutatása a vizuális művészetek társadalmi és kereskedelmi vonatkozásaira összpontosított. Szántó 1996-os A galériák átalakulása az 1980-as évek New York-i művészeti világában című disszertációja New York City galériáinak és művészeti környezetének változásait vizsgálta az adott időszakban.
1997-től 2005-ig Szántó a Columbia Egyetem nemzeti, művészeti újságíró programjában vett részt, ahol 2004-ben igazgatóvá nevezték ki. 2005-től 2010-ig a NEA Arts Journalism Institute in Classical Music and Opera igazgatója volt, szintén a Columbia Egyetemhez kapcsolódóan. Együttműködött a Metropolitan Művészeti Múzeum globális múzeumvezetői kollokviumának kidolgozásában, és a kétéves program moderátoraként szolgált annak 2014-es kezdete óta. Szántó volt a New York-i Sotheby Művészeti Intézetének vezető előadója is.
Szántó művészeti és kulturális intézményekről szóló írásai a The New York Times, a  The Wall Street Journal, az Art Newspaper, az Artforum, az American Prospect és más kiadványokban jelentek meg. Volt a Magyar Narancs munkatársa, és publikált cikkeket a The Boston Globe-ban éppúgy, mint a The Los Angeles Timesban.
Dolgozott a Metropolitan Művészeti Múzeum mellett a Guggenheim Alapítvánnyal és az Andy Warhol Képzőművészeti Alapítvánnyal csakúgy, mint a budapesti Szépművészeti Múzeummal. Partnerei közt szerepelt az Art Basel, az Absolut Company és a Davidoff Art Initiative is.
Szántó többek közt az Apexart, a Gordon Parks Alapítvány és a New York-i George H. Heyman karitatív központ tanácsadó testületeiben töltött be be helyet.

## Magánélete
New Yorkban él feleségével, Alanna Stanggal és két fiukkal.

## Fordítás
Ez a szócikk részben vagy egészben  az   András Szántó című angol Wikipédia-szócikk ezen változatának fordításán alapul.  Az eredeti cikk szerkesztőit annak laptörténete sorolja fel. Ez a jelzés csupán a megfogalmazás eredetét és a szerzői jogokat jelzi, nem szolgál a cikkben szereplő információk forrásmegjelöléseként.